# Mohad Abdikadar Sheik Ali
Mohad Abdikadar Sheik Ali (Beled Hawo, 12 giugno 1993) è un mezzofondista italiano.
Vince la medaglia d'argento ai Campionati europei under 23 di atletica leggera 2015 di Tallinn. Risiede a Sezze dal gennaio 2006, al suo arrivo in Italia.

## Biografia
Mohad Abdikadar nasce a Beled Hawo (Somalia) e giunge in Italia, a Sezze (Latina), nel gennaio 2006 in compagnia di due fratelli uno dei quali, Mohamed, è un discreto mezzofondista. 
La famiglia proviene dal Nord-Est della Somalia, una zona di confine teatro di una feroce guerra civile condotta dai guerriglieri islamisti: da qui lo status di “rifugiato” e il dimezzamento a cinque anni del termine previsto per la naturalizzazione. 
Nel maggio 2011 ottiene la cittadinanza italiana esordendo in questo stesso anno in maglia azzurra agli Europei juniores di Tallinn dove nel 2015 ha conquistato l’argento europeo under 23. 
Ha cominciato con l’atletica nel luglio 2007 tramite un amico che conosceva Andrea Orlandi, poi diventato il suo allenatore fino al dicembre 2016 quando si è trasferito a Trento per farsi seguire da Massimo Pegoretti, storico allenatore del compagno di nazionale Yeman Crippa. 
Al Golden Gala di Roma nel 2018, con 3:36.54 sui 1500 metri, ha realizzato un tempo che per un italiano mancava da dieci anni.
Dall’autunno del 2022 è passato sotto la guida tecnica di Liberato Pellecchia. 
Nel luglio 2023, dopo 5 anni, migliora il personale sui 1500 metri datato 2018, con il tempo di 3'35"21. Poco più di un mese dopo, il 3 settembre 2023 vince al meeting internazionale Città di Padova migliorando ulteriormente il proprio crono in 3'33"79, diventando il terzo italiano di sempre. 
Diplomato in ragioneria, studia scienze politiche.

## Palmarès
| Anno | Manifestazione           | Sede      | Evento          | Risultato | Prestazione | Note                          |
| ---- | ------------------------ | --------- | --------------- | --------- | ----------- | ----------------------------- |
| 2013 | Europei indoor           | Göteborg  | 1500 m piani    | Batteria  | 3'47"21     |                               |
| 2014 | Europei                  | Zurigo    | 1500 m piani    | Batteria  | 3'46"07     |                               |
| 2015 | Europei U23              | Tallinn   | 1500 m piani    | Argento   | 3'44"91     |                               |
| 2016 | Europei                  | Amsterdam | 1500 m piani    | Batteria  | 3'42"91     |                               |
| 2018 | Giochi del Mediterraneo  | Tarragona | 1500 m piani    | 5º        | 3'39"60     |                               |
| 2018 | Europei                  | Berlino   | 1500 m piani    | 10º       | 3'39"95     |                               |
| 2018 | Europei di cross         | Tilburg   | Staffetta mista | 11ª       | 16'51"      |                               |
| 2021 | Europei di cross         | Dublino   | Staffetta mista | 8ª        | 18'37"      |                               |
| 2023 | Mondiali corsa su strada | Riga      | Miglio          | 26º       | 4'11"60     | Miglior prestazione personale |
| 2023 | Europei di cross         | Bruxelles | Steffetta mista | 4º        | 20'06"      |                               |

## Campionati nazionali
2010
- Oro ai campionati italiani allievi, 1500 m piani - 3'55"82
- Oro ai campionati italiani allievi indoor, 1000 m piani - 2'29"73

2011
- 4º ai campionati italiani assoluti, 1500 m piani - 3'48"57
- Oro ai campionati italiani promesse, 800 m piani - 1'53"17
- Oro ai campionati italiani juniores, 800 m piani - 1'50"32
- Oro ai campionati italiani juniores, 1500 m piani - 3'52"13
- 5º ai campionati italiani juniores indoor, 1500 m piani - 3'59"19

2012
- 4º ai campionati italiani assoluti, 800 m piani - 1'52"40
- 5º ai campionati italiani assoluti indoor, 1500 m piani - 3'48"54
- 4º ai campionati italiani juniores, 800 m piani - 1'55"70
- Argento ai campionati italiani juniores, 1500 m piani - 3'47"59
- 4º ai campionati italiani juniores indoor, 800 m piani - 1'55"55

2013
- 4º ai campionati italiani assoluti, 1500 m piani - 3'44"10
- Argento ai campionati italiani assoluti indoor, 1500 m piani - 3'50"11
- 4º ai campionati italiani promesse, 1500 m piani - 3'50"16

2014
- Oro ai campionati italiani assoluti, 1500 m piani - 3'46"63
- Argento ai campionati italiani assoluti indoor, 800 m piani - 1'51"85
- Oro ai campionati italiani assoluti indoor, 1500 m piani - 3'44"33
- Oro ai campionati italiani promesse, 1500 m piani - 3'44"83
- Oro ai campionati italiani promesse indoor, 800 m piani - 1'54"24
- Argento ai campionati italiani promesse indoor, 1500 m piani - 3'49"46

2015
- Oro ai campionati italiani assoluti, 1500 m piani - 3'42"79
- Argento ai campionati italiani promesse, 1500 m piani - 3'50"55

2016
- 5º ai campionati italiani assoluti, 1500 m piani - 3'45"99
- Argento ai campionati italiani assoluti indoor, 800 m piani - 1'51"58
- Oro ai campionati italiani assoluti indoor, 1500 m piani - 3'44"68

2017
- Argento ai campionati italiani assoluti, 1500 m piani - 3'46"26

2018
- Argento ai campionati italiani assoluti indoor, 1500 m piani - 3'44"33
- Argento ai campionati italiani assoluti indoor, 3000 m piani - 8'18"25

2019
- 5º ai campionati italiani assoluti, 1500 m piani - 3'46"27
- Argento ai campionati italiani assoluti indoor, 1500 m piani - 3'45"22

2020
- Bronzo ai campionati italiani assoluti indoor, 1500 m piani - 3'41"11

2021
- 4º ai campionati italiani indoor, 1500 m piani - 3'43"22

2022
- Bronzo ai campionati italiani assoluti indoor, 1500 m piani - 3'40"42
- 4º ai campionati italiani di corsa campestre, cross corto - 8'51"

2023
- 4º ai campionati italiani assoluti indoor, 1500 m piani - 3'49"53
- Bronzo ai campionati italiani assoluti, 1500 m piani - 3'47"58

2024
- 4º ai campionati italiani assoluti, 1500 m piani - 3'43"35

2025
- 12º ai campionati italiani assoluti, 5000 m piani - 14'05"77
- Bronzo ai campionati italiani di corsa campestre, cross corto - 8'45"

## Altre competizioni internazionali
2017
- 21º alla Roma-Ostia ( Roma) - 1h08'59"
- 16º alla BOclassic ( Bolzano) - 31'01"

2018
- 13º alla BOclassic ( Bolzano) - 30'10"
- 10º al Golden Gala Pietro Mennea ( Roma), 1500 m piani - 3'36"54